# Vojkova cesta, Ljubljana
Vojkova cesta je ena izmed cest v Ljubljani. Poteka na vzhodu vzporedno z Dunajsko cesto.

## Zgodovina
Odsek ceste od Dimičeve do severne obvoznice mimo naselja BS3 je bil do leta 1991 poimenovan Hošiminhova ulica.
Leta 2010 so spremenili potek ceste tako, da se konča pred AC obročem v križišču s še ne imenovano servisno cesto, ki poteka od Dunajske ceste kot uvozna cesta št. 3 Lj. – Bežigrad proti V (vzhodu) in se zaključi v krožišču na Titovi cesti (Tomačevega krožišča z AC oznako št. 2 Lj. – Črnuče).

## Urbanizem
Cesta poteka od križišča s Linhartovo in Železno cesto do priključka na ljubljansko obvoznico.
Na cesto se (od severa proti jugu) povezujejo: Reboljeva (2x), Maroltova (2x), Trebinjska (2x), Puhova, Baragova, Gosarjeva, Kardeljeva ploščad, Dimičeva, Kranjčeva, Cerkova, Zagrebška, Lužiško-srbska, Ptujska, Metoda Mikuža, Topniška, Prekmurska in slepi, ločeni krak Linhartove ceste.
Na področju Kardeljeve ploščadi ima cesta štiri ločene krake.
Ob cesti se nahajajo:
- Cene Štupar, Center za permanentno izobraževanje (št. 1),
- Agencija Republike Slovenije za okolje,
- Gasilska brigada,
- Ministrstvo za obrambo Republike Slovenije,
- Pedagoška akademija,
- Arena Stožice...

## Javni potniški promet
Po Vojkovi cesti potekajo trase mestnih avtobusnih linij št. 13, 20 in 20Z.    
Na vsej cesti je pet postajališč mestnega potniškega prometa.   

### Postajališča MPP
| postajališče                      | št. linije  |
| --------------------------------- | ----------- |
| 103081 Nove Stožice (obračališče) | 20, 20Z     |
| 103161 Maroltova                  | 20, 20Z     |
| 103041 Puhova                     | 20, 20Z     |
| 102091 Kardeljeva ploščad         | 13, 20, 20Z |
| 102031 Gasilska brigada           | 13, 20, 20Z |

| postajališče              | št. linije  |
| ------------------------- | ----------- |
| 101034 Kržičeva           | 13, 20, 20Z |
| 102032 Gasilska brigada   | 13, 20, 20Z |
| 102092 Kardeljeva ploščad | 13, 20, 20Z |
| 103042 Puhova             | 20, 20Z     |
| 103162 Maroltova          | 20, 20Z     |